# Schaumasses komet
Schaumasses komet eller 24P/Schaumasse är en periodisk komet. Den upptäcktes den 1 december 1911 av Alexandre Schaumasse i Nice.
Vid upptäckten hade den nått skenbar magnitud 12 och blev ljusare fram till årsskiftet 1912, då den började fjärma sig från jorden och observerades sista gången 19 februari.
Den observerades nästa gång som förväntat år 1919 då den nådde magnitud 10,5 samt 1927 men inte under 1935 då observationsförhållandena var dåliga. 1937 kom kometen nära Jupiter och omloppstiden ökade med 0,2 år.
Nästa förväntade ankomst var 1943 men ingen lyckades hitta kometen. Istället observerades den året efter då man hittade den sju grader från sin förväntade position. Kometen hade accelererat på grund av jetströmmar från kometens kärna. 
Under sitt framträdande 1951-2 nådde den under februari magnitud 6. Den observerades 1960 men förblev osynlig 1968 och 1976. Den fastnade dock på ett fotografi 1976, men denna observation förblev obekräftad fram till 1984 då man åter kunde observera kometen. Observationsförhållandena var goda 1993 och 2001.
Kometen kommer att komma relativt nära jorden 2026 och 2034. Den kommer även att passera nära Jupiter år 2044 vilket kommer att öka omloppstiden med 0,18 år.